# 貓眼岩
69°46′S 37°31′E / 69.767°S 37.517°E
貓眼岩，是南極洲的岩石，位於毛德皇后地的哈拉爾王子海岸，處於薩塔冰原島峰以東9公里的呂佐夫-霍爾姆灣南部，根據挪威探險隊拍攝的空中照片繪入地圖，現時由南極條約體系管理。

## 外部連結
- . . United States Geological Survey.   [2013-04-14].
- 本条目引用的公有领域材料来自美国地质调查局的文档《貓眼岩》 （資料來自地名信息系统）。